# Niszczykowszczyzna
Niszczykowszczyzna (biał. Несікаўшчына, Niesikauszczyna; ros. Несиковщина, Niesikowszczina) – wieś na Białorusi, w obwodzie grodzieńskim, w rejonie lidzkim, w sielsowiecie Dubrowna, nad Niecieczą.

## Historia
W XIX i w początkach XX w. folwark własności Sadowskich, położony w Rosji, w guberni wileńskiej, w powiecie lidzkim, w gminie Lida.
W dwudziestoleciu międzywojennym kolonia leżąca w Polsce, w województwie nowogródzkim, w powiecie lidzkim, w gminie Lida. W 1921 miejscowość liczyła 36 mieszkańców, zamieszkałych w 4 budynkach, w tym 19 Polaków i 17 Białorusinów. 19 mieszkańców było wyznania rzymskokatolickiego i 17 prawosławnego.
Po II wojnie światowej w granicach Związku Sowieckiego. Od 1991 w niepodległej Białorusi.